# (6312) Robheinlein
(6312) Robheinlein  es un asteroide del cinturón principal perteneciente al cinturón de asteroides, región del sistema solar que se encuentra entre las órbitas de Marte y Júpiter.
Fue descubierto el 14 de septiembre de 1990 por Henry E. Holt  desde el observatorio Palomar.

## Designación y nombre
Designado provisionalmente como 1990 RH4 fue nombrado en honor de Robert A. Heinlein (1907-1988) escritor estadounidense de ciencia ficción.

## Características orbitales
(6312) Robheinlein está situado a una distancia media del Sol de 2,184 ua, pudiendo alejarse hasta 2,337 ua y acercarse hasta 2,030 ua. Su excentricidad es 0,070 y la inclinación orbital 4,116 grados. Emplea 1178,52 días en completar una órbita alrededor del Sol.

## Características físicas
La magnitud absoluta de Robheinlein es 14,28. Tiene 3,588 km de diámetro y su albedo se estima en 0,314.